# Louis Rossetto

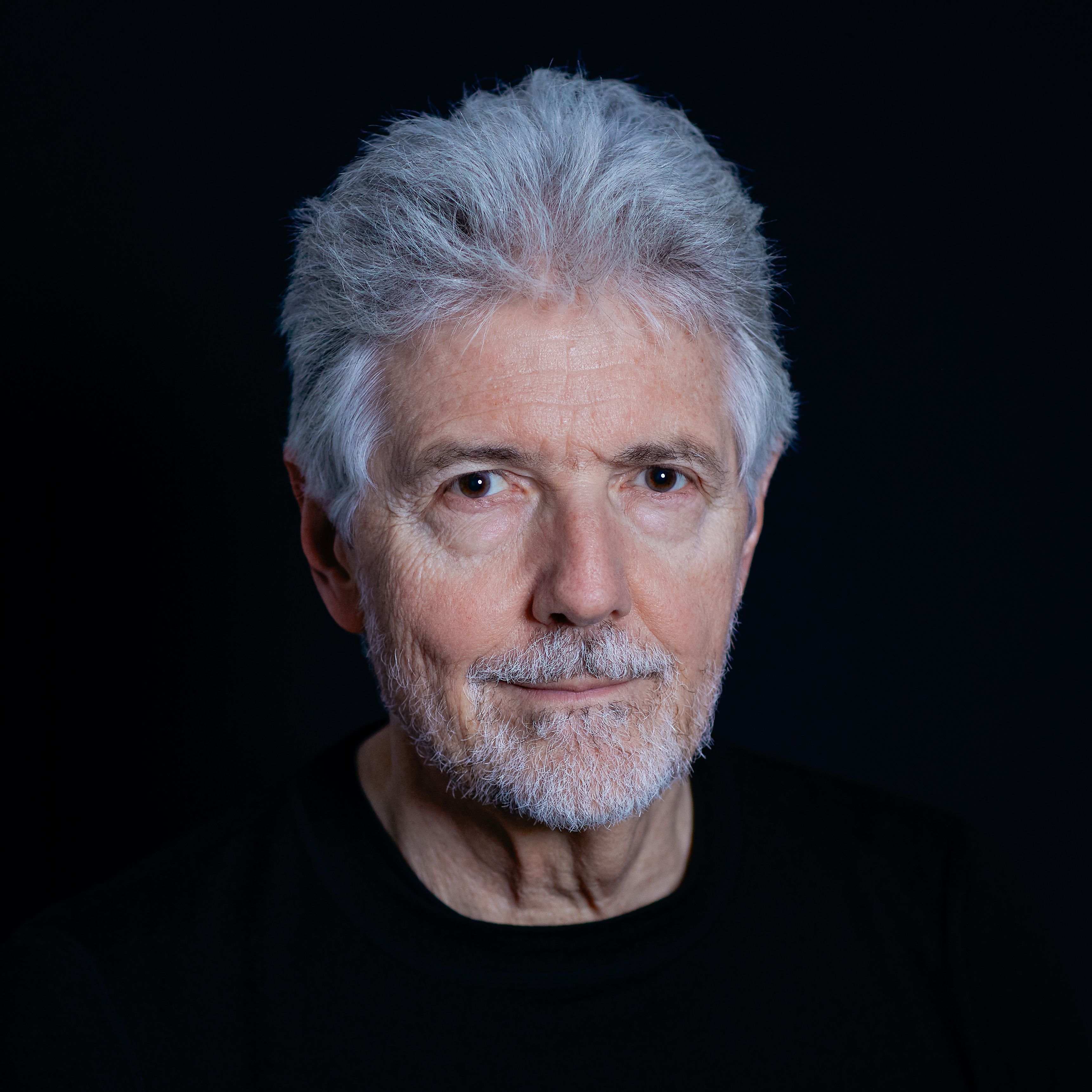
Louis Rossetto, 2017

Louis Rossetto (* 6. Juni 1949 in Long Island, New York City) ist ein amerikanischer Autor, Journalist und Unternehmer italienischer Abstammung. Er ist der Gründer und frühere Chefredakteur/Herausgeber der Wired. Er war außerdem der erste Investor und ehemalige Vorstandsvorsitzende des Schokoladenherstellers TCHO. 

## Leben
Rossetto wuchs in Long Island in einer italienisch-amerikanischen Familie auf.
Er besuchte die Columbia University für das Grundstudium der Politikwissenschaften und kehrte später für ein Masterstudium zurück.
Im Jahr 1974 schrieb er den Roman Take-Over, veröffentlicht durch Lyle Stuart. Im Jahr 1985 schloss er sich CBC-Reporter Richard Evans an, um für ABC News über den Afghanistan-Krieg zu berichten. Rossettos anschließende Artikel für The Christian Science Monitor, newsweeklies Elseviers in den Niederlanden, sowie Panorama in Italien, gehören zu den ersten, die den Wendepunkt im Krieg aufzeigten, als die Mudschahedin die russischen Truppen in die Defensive zwangen.
Im Jahr 1991 gingen Rossetto und seine Lebensgefährtin, Jane Metcalfe, zurück in die Vereinigten Staaten, um Kapital für die Gründung von Wired zu beschaffen. Sie starteten das Magazin im Januar 1993. Nachdem er Wired verlassen hatte, mied Rossetto die Öffentlichkeit. Er half beim Redesign des Reason Magazines im Jahr 2001 und verteidigte darin die Invasion im Irak durch US-Truppen. Im Jahr 2006 investierte er in den Premium-Schokoladenhersteller TCHO. Rossetto war von 2007 bis 2014 dessen Vorstandsvorsitzender.
Im Jahr 2015 wurden Rossetto und Metcalfe mit dem Webby Lifetime Achievement Award ausgezeichnet.